# Сансара (сериал)
«Санса́ра» — российский телесериал в жанре фантастической драмы производства кинокомпании «Медиаслово» по заказу онлайн-кинотеатра Okko.
Премьера состоялась 6 апреля 2023 года в онлайн-кинотеатре Okko..
Слоган проекта: «Завтра будет вчера».

## Сюжет
Андрей (Павел Деревянко) — самый обычный мужчина средних лет. Он пытается построить отношения, работает менеджером в кредитной компании и не задумывается о тайнах Вселенной. Однажды проснувшись утром, после бурного празднования своего 35-летия, которое приходится на 23 октября 2022 года, Андрей (осознаёт, что каким-то образом переместился в день, предшествующий его юбилею — 22 октября, и ему ещё только предстоит отметить День рождения. Принять это непросто: может быть, это розыгрыш или дурной сон? Однако на следующее утро календарь указывает, что за окном… 21 октября 2022. Герой застревает в петле контрамоции и постепенно осознаёт, что каждый новый день он просыпается не в завтра, а во вчера. И что бы он не предпринимал, любые последствия его действий не влияют на окружающий мир, так как все люди движутся вперёд, а он — назад. Даже если он рассказывает кому-то о своей проблеме, на следующий (то есть предыдущий) день о разговоре никто не вспоминает, так как его ещё не было. В отчаянии и растерянности, не зная, как поступать дальше, в состоянии, близком к депрессии, которое усугубляют виды мрачного осеннего Петербурга, он случайно знакомится с девушкой Надей (Кристина Асмус), которая, похоже, тоже застряла во «временной петле». Она ведёт себя очень странно, не раскрывает, кем является на самом деле, но объясняет, что время пошло вспять для того, чтобы Андрей нашёл и исправил ошибки, которые он совершил в прошлом. Но какие именно? Ведь ошибок он совершил немало и многие граничат с законом, но ни одну из них не считает серьёзной и судьбоносной…

## Производство
Сериал снят кинокомпанией «Медиаслово» по заказу онлайн-кинотеатра Okko.

Идея фильма принадлежит продюсеру Даниле Шарапову, который лично отобрал актёров на многие ключевые роли. Он же пригласил режиссёра Марию Агранович — за несколько дней до начала съёмочного периода.
Мария Агранович: «„Сансара“ — это повод поразмышлять над нашим мирозданием: кто мы такие в этом мире, в природе, во вселенной. Шанс задуматься над линейностью времени, над тем, что такое человек по сравнению с чем-то высшим, и насколько мы маленькие и зацикленные на себе люди, привыкшие жить в потоке. Главного героя сериала принудительно заставляют плыть против течения, против потока. И мы видим, что с ним происходит, как меняется человек».
Актёр Павел Деревянко говорит, что в ходе съемок было множество сложностей, «подводных камней, пригорков и ручейков», но о них съемочная группа договорилась никому не рассказывать. При этом сама роль Деревянко — не комическая, в первая «по-настоящему драматическая» драматическая, в подобном образе его ещё никто не видел. А на съёмки он, с его слов, попал без кастингов — по дружбе.
Павел Деревянко: «Мы достаточно давно сотрудничаем с кинокомпанией „Медиаслово“ и конкретно с генеральным продюсером — Данилой Шараповым, сделали вместе несколько работ. Как-то мы разговаривали, и я сказал, что мне уже поднадоело играть комедии и хочется расширить свой актёрский диапазон. И когда я получил синопсис „Сансары“, я с удовольствием его прочёл. Это очень интересная история, которая сразу меня зацепила».
Главной музыкальной темой сериала стала песня Басты «Сансара». «Сансара — круговорот рождения и смерти, где душа стремится к освобождению от результатов своих прошлых действий (кармы)», — объясняют создатели в анонсе проекта.
Съёмки проходили осенью 2023 года в Санкт-Петербурге. Съёмочная группа получила разрешение на разведение постов, хотя был уже не сезон.
Презентация и светская премьера сериала прошли 3 апреля 2023 года в московском кинотеатре «Художественный». Среди приглашённых гостей присутствовали: Арина Шарапова, Анна Снаткина, Анна Банщикова, Светлана Камынина, Алёна Михайлова, Вячеслав Чепурченко и другие.
Премьера состоялась 6 апреля 2023 на платформе онлайн-кинотеатра Okko.
28 августа 2023 онлайн-кинотеатр Okko сообщил о том, что кинолента получит продолжение.

## Актёры и персонажи

### Главные роли
| Актёр             | Роль        |
| ----------------- | ----------- |
| Павел Деревянко   | Андрей      |
| Кристина Асмус    | Надя        |
| Ольга Лапшина     | мать Андрея |
| Ольга Сутулова    | Марина      |
| Павел Чинарёв     | Сергей      |
| Анна Старшенбаум  | Катя        |
| Константин Крюков | Боря        |
| Александр Мизёв   | Неверов     |
| Илья Борисов      | Кир         |

### Роли второго плана / эпизоды
| Актёр                      | Роль                             |
| -------------------------- | -------------------------------- |
| Александр Александров      | официант                         |
| Александр Бобров           | главврач психиатрической клиники |
| Александр Рыбаков          | оператор                         |
| Александра Маркина         | Мониш, администратор             |
| Алексей Манцыгин           | Костя                            |
| Алиса Ласута               | Алина                            |
| Андрей Аверков             | Володя                           |
| Андрей Балашов             | сосед Андрея                     |
| Андрей Орлов               | отдыхающий                       |
| Анастасия Кипина           | помощница следователя            |
| Андрей Кулев               | охранник клуба                   |
| Андрей Лёвин               | экстрасенс                       |
| Анна Зайкова               | Света                            |
| Антон Пулит                | отец Андрея                      |
| Артём Калинчук             | продавец кофе                    |
| Артём Лещик                | Яценко                           |
| Борис Хасанов              | следователь                      |
| Василий Голигузов          |                                  |
| Вероника Панаитова         | девушка Неверова                 |
| Виктор Васильев            | босс                             |
| Владимир Крылов            | пианист                          |
| Владимир Кузнецов          |                                  |
| Владимир Лысенко           | Игорь Сергеевич                  |
| Владимир Маслаков          | Степан Выходцев                  |
| Владислав Ставропольцев    | самоубийца                       |
| Вячеслав Григорьев         | охранник банка                   |
| Геннадий Алимпиев          | пожилой электрик                 |
| Геннадий Смирнов           | эксперт                          |
| Дмитрий Ковалёв            | водитель на заправке             |
| Дмитрий Поднозов           | электрик                         |
| Евгений Антропов           | Петр                             |
| Евгения Глотова            | неформалка                       |
| Евгений Совастенков        |                                  |
| Елена Крестьянцева         | экскурсовод                      |
| Иван Батарев               | Павлик                           |
| Иван Ефремов               | Павлов                           |
| Игорь Бессчастнов          | Егор                             |
| Илья Петров                | полицейский                      |
| Кирилл Котов               | парень дочери Сергея             |
| Ксения Пацинская           | Семёнова                         |
| Леон Копейкин              | Миша                             |
| Леонид Паранин             | продюсер                         |
| Любовь Макеева             | Евгения Михайловна               |
| Маргарита Бычкова          | соседка Андрея                   |
| Мария Легран               | дочь Сергея                      |
| Мария Семёнова             | жена Степана                     |
| Миматула Султанов          |                                  |
| Михаил Сидаш               | сержант                          |
| Наталия Медведева          | Юля                              |
| Наталья Калинина           | мама в молодости                 |
| Наталья Парашкина          | управляющая                      |
| Наталья Ткаченко           | Евсеева                          |
| Олег Фёдоров               | Игорь                            |
| Ольга Преснякова-Хархалева | сотрудник офиса                  |
| Павел Григорьев            | таксист из Пензы                 |
| Павел Гурьев               | актёр                            |
| Роман Уздин                | пьяный мужчина                   |
| Сергей Горгалёв            | полицейский                      |
| Сергей Данильчук           | режиссёр                         |
| Сергей Евдокимов           | Буднов                           |
| Сергей Качинский           | одноклассник Андрея              |
| Сергей Мардарь             | Николай                          |
| Сергей Сергеев             | хирург                           |
| Яков Шамшин                | Сеня                             |

## Сезоны и серии
| Серия | Дата выхода    |
| ----- | -------------- |
| 1     | 6 апреля 2023  |
| 2     | 13 апреля 2023 |
| 3     | 20 апреля 2023 |
| 4     | 27 апреля 2023 |
| 5     | 4 мая 2023     |
| 6     | 11 мая 2023    |
| 7     | 18 мая 2023    |
| 8     | 25 мая 2023    |

## Музыкальное оформление
| Исполнитель       | Трек               |
| ----------------- | ------------------ |
| 10age             | «Зоопарк»          |
| 3BOAT             | «Семь нулей»       |
| Андрей Губин      | «Ночь»             |
| Базар             | «Паренёк»          |
| Баста             | «Сансара»          |
| Владимир Кузьмин  | «Я не забуду тебя» |
| Михей и Джуманджи | «Сука-любовь»      |

## Критика
Сериал раскритиковали как кинокритики, так и пользователи социальных сетей. Наиболее частые обвинения заключаются в том, что история, рассказанная в сериале — вторична. Многие увидели в ней отсылки к повести братьев Стругацких «Понедельник начинается в субботу», кто-то вспоминает «Загадочную историю Бенджамина Баттона», фильм «День сурка» и российский сериал «Пассажиры».
Сергей Ефимов, журналист: «Нет в „Сансаре“ и какой-то уникальной вселенной — хотя бы чисто в визуальном смысле: картинка предельно стандартная, даже условная. Впечатление, что перед авторами стояла задача ехать строго по накатанной колее — вот даже Павла Деревянко позвали, с его опытом погружений в прошлое в „Обратной стороне Луны“. Актёрских открытий тоже не случилось. Кристина Асмус как всегда неплоха, но как всегда переигрывает (а тормознуть девушку некому). Павел как обычно хорош, но лично мне мешает его актёрская неразборчивость и шлейф ролей в порожняке типа „Дылд“ и унизительном отстое вроде „Беспринципных“».
Критикуют сериал и за песню Басты «Сансара», которая звучит постоянно — и в оригинальном виде, и в инструментальном, и едва слышно, и на переднем плане. По мнению зрителей, хит напрочь губит высокий пафос этой фантастической драмы.